# 全国専門学校バスケットボール連盟
全国専門学校バスケットボール連盟（ぜんこくせんもんがっこうバスケットボールれんめい） とは、日本における専門学校に所属するバスケットボールチームを統括する競技団体。

## 沿革
- 1996年 第1回全国専門学校バスケットボール選手権大会を実施
- 1999年 第1回全国専門学校バスケットボール選抜大会を実施

## 運営大会
- 全国専門学校バスケットボール選手権大会
- 全国専門学校バスケットボール選抜大会